# Vinternatten
Vinternatten – ósmy album studyjny szwedzkiej piosenkarki Sanny Nielsen, wydany 21 listopada 2012 przez wytwórnię EMI.
Album składa się z dwunastu kompozycji o charakterze świątecznym jak i popowym, w tym zarówno z autorskich nagrań oraz coverów popularnych utworów. Płyta była notowana na 5. pozycji na oficjalnej szwedzkiej liście sprzedaży. Ponadto wydawnictwo znalazło się na 47. miejscu najlepiej sprzedających się albumów w Szwecji w 2012 roku.
Płytę promował singel „Viskar ömt mitt namn”, który napisali i skomponowali: Liselott Liljefjäll, Sanna Nielsen i Joakim Ramsell, wydany 29 października 2012.

## Lista utworów
Opracowano na podstawie materiału źródłowego.
1. „Jul, jul, strålande jul” – 3:20
2. „Viskar ömt mitt namn” – 3:22
3. „Bleeding Love” – 4:28
4. „Angel” – 4:38
5. „Helga natt” – 4:36
6. „Drummer Boy” – 3:35
7. „Koppången” – 4:38
8. „Utan dina andetag” – 4:00
9. „I’m in Love” – 3:02
10. „Stilla natt” – 3:26
11. „Vinternatten (In the Bleak Midwinter)” – 3:08
12. „Ave Maria” – 4:57

Całkowita długość: 47:10

## Notowania na listach sprzedaży
| Kraj    | Lista sprzedaży (2012) | Najwyższa pozycja |
| ------- | ---------------------- | ----------------- |
| Szwecja | Top 60 Albums          | 5                 |